# اوگیارواتس
اوگیارواتس (به صربی: Ugljarevac) یک منطقهٔ مسکونی در صربستان است که در ناحیه شومادئیا واقع شده‌است. اوگیارواتس ۱۲۹ نفر جمعیت دارد.